# Holmsbu
Holmsbu is een plaats in de Noorse gemeente Asker, provincie Akershus. Holmsbu telt 340 inwoners (2007) en heeft een oppervlakte van 0,56 km².